# Eisenach Challenger 2002
L'Eisenach Challenger 2002 è stato un torneo di tennis facente parte della categoria ATP Challenger Series nell'ambito dell'ATP Challenger Series 2002. Il torneo si è giocato a Eisenach in Germania dal 24 al 30 giugno 2002 su campi in terra rossa.

## Vincitori

### Singolare
Tomáš Zíb ha battuto in finale  Olivier Mutis con il punteggio di 7–6(5), 6–2

### Doppio
Edwin Kempes /  Martin Verkerk hanno battuto in finale  Marcos Daniel /  Adrián García con il punteggio di 6–3, 6–4